# Kawm al Kharābah al Kabīr
Kawm al Kharābah al Kabīr är en höjd i Egypten.   Den ligger i guvernementet Giza, i den centrala delen av landet, 70 km söder om huvudstaden Kairo. Toppen på Kawm al Kharābah al Kabīr är 21 meter över havet.
Terrängen runt Kawm al Kharābah al Kabīr är platt, och sluttar västerut. Runt Kawm al Kharābah al Kabīr är det mycket tätbefolkat, med 1 411 invånare per kvadratkilometer. Närmaste större samhälle är Ţāmiyah, 12,2 km väster om Kawm al Kharābah al Kabīr. Trakten runt Kawm al Kharābah al Kabīr är ofruktbar med lite eller ingen växtlighet.